# Cicurina delrio
Espèce
Cicurina delrio est une espèce d'araignées aranéomorphes de la famille des Cicurinidae.

## Distribution
Cette espèce est endémique du Texas aux États-Unis,. Elle se rencontre dans le comté de Val Verde dans les grottes Sunset Cave et Diablo Cave.

## Description
La femelle holotype mesure 4 mm. Cette araignée possède des yeux réduits.
La femelle décrite par Paquin et Dupérré en 2009 mesure 3,90 mm.

## Systématique et taxinomie
Cette espèce a été décrite par Gertsch en 1992.

## Étymologie
Son nom d'espèce lui a été donné en référence au lieu de sa découverte, Del Rio.

## Publication originale
- Gertsch, 1992 : « Distribution patterns and speciation in North American cave spiders with a list of the troglobites and revision of the cicurinas of the subgenus Cicurella. » Texas Memorial Museum Speleological Monograph, no 3, p. 75-122.